# Phoenix (constelație)
Phoenix este una din cele 12 constelații create de Pieter Dirkszoon Keyser și Frederick de Houtman între 1595 și 1597, care au fost introduse de Johann Bayer în textul din 1603 al lucrării sale Uranometria.
Coordonate:  00h 00m 00s, −50° 00′ 00″